# (5681) Bakulev
(5681) Bakulev (1990 RS17) – planetoida z grupy pasa głównego asteroid okrążająca Słońce w ciągu 3,26 lat w średniej odległości 2,2 j.a. Odkryta 15 września 1990 roku.